# Asla Vazgeçmem
Asla Vazgeçmem  es una serie de televisión turca de 2015 producida por Gold Film para Show TV.

## Trama
Yiğit Kozan es un exitoso empresario que parece destrozado cuando su esposa İclal resulta gravemente herida en un accidente del que él mismo es responsable. Con su esposa en coma, su frío corazón se las arregla fingiendo que ella ya no existe. Su pequeño hijo Mert ha creído durante años que su madre está en el cielo. Por su parte, Nur es una hermosa joven que se enamora de Yiğit, sin darse cuenta de la existencia de İclal, y acepta casarse con él. Los sueños de felicidad de Nur se destruyen el día de su boda, cuando İclal se despierta milagrosamente de un coma de tres años. Ante esta situación, Yiğit enfrenta un terrible dilema, negándose egoístamente a renunciar a cualquiera de las dos mujeres, jurando permanecer lealmente junto a la frágil İclal mientras se aferra a Nur.

## Reparto
- Tolgahan Sayışman como Yiğit Kozan.
- Amine Gülşe como Nur Demirağ.
- Şafak Pekdemir como İclal Demirer Kozan.
- Ayşegül Günay como Aytül Demirer.
- Yonca Cevher como Nazan Demirağ.
- Tugay Mercan como Cahit Kozan.
- Hülya Gülşen como Hafize Çelebi.
- Ümit Yesin como Tayyar Çelebi.
- Tuğçe Kumral como Elmas Çelebi.
- Ege Kökenli como Yaren Kozan.
- Hakan Dinçkol como Fırat Kozan.
- Yağızkan Dikmen como Emin Çelebi.
- Poyraz Bayramoğlu como Mert Kozan.
- Şencan Güleryüz como Kerem Sancaktar.
- Eren Hacısalihoğlu como Sinan.
- Taner Rumeli como Fatih.
- Gözde Mutluer como Yağmur.
- Ferda İşil como Dudu.
- Zeynep Köse como Fikret.

## Temporadas
| Temporada | Temporada | Episodios | Rango de episodios | Emisión original         | Emisión original     |
| Temporada | Temporada | Episodios | Rango de episodios | Inicio                   | Final                |
| --------- | --------- | --------- | ------------------ | ------------------------ | -------------------- |
|           | 1         | 18        | 1 - 18             | 12 de febrero de 2015    | 11 de junio de 2015  |
|           | 2         | 38        | 19 - 56            | 1 de octubre de 2015     | 23 de junio de 2016  |
|           | 3         | 3         | 57 - 59            | 22 de septiembre de 2016 | 6 de octubre de 2016 |